# Unió Nacional per la Democràcia i el Progrés
La Unió Nacional per la Democràcia i el Progrés (portuguès: União Nacional para a Democracia e o Progresso, UNDP) és un partit polític de Guinea Bissau.

## Història
El partit va ser fundat el 5 de desembre de 1997 per Abubácar Baldé. a les eleccions generals de 1999 Baldé van acabar en sisè lloc a les eleccions presidencials amb un 5% dels vots, mentre que el partit va obtenir un sol escó a l'Assemblea Nacional Popular amb poc menys de l'1% dels vots.
Malgrat un lleuger augment de la seva quota de vot fins a l'1,2% a les eleccions legislatives de 2004, el partit va perdre el seu únic escó a l'Assemblea. Baldé es va retirar de les eleccions presidencials de 2005 dues setmanes abans de les eleccions, al·legant que l'elecció era "infectat amb vicis" que minaven les "garanties polítiques i jurídiques de llibertat, transparència i justícia."
El partit no va poder obtenir un escó a les eleccions parlamentàries de 2008, rebent només el 0,3% dels vots. No es va presentar a les eleccions presidencials de Guinea Bissau de 2009 ni a les de 2012, però va donar suport al cop d'estat de 2012.